# روس‌ها (ترانه)
«روس‌ها» (به انگلیسی: Russians) ترانه‌ای از استینگ و یکی از قطعه‌های اولین آلبوم استودیویی او با نام رؤیای لاک‌پشت‌های غمگین است. آلبوم رؤیای لاکپشت‌های غمگین در ژوئیهٔ ۱۹۸۵ منتشر شد و تک‌آهنگ «روس‌ها» در نوامبر آن سال.
شعر ترانه بیانگر دیدگاه انتقادی استینگ در مورد سیاست خارجی ایالات متحده آمریکا و اتحاد جماهیر شوروی در دوران جنگ سرد و دکترین MAD است. موسیقی این قطعه اقتباسی‌ست از یکی از ساخته‌های سرگئی پروکفیف.
«روس‌ها» در زمان انتشارش در ایالات متحده تا ردهٔ شانزدهم بیلبورد هات ۱۰۰ صعود کرد.

## ساخت و محتوا
استینگ با الهام از برنامهٔ کودک تلویزیون شوروی که از طریق ماهواره پخش می‌شد «روس‌ها» را نوشت.
در دانشگاه دوستی داشتم که راهی محفیانه برای دریافت سیگنال ماهوارهٔ تلویزیون روسیه پیدا کرده بود. ما چند آبجو می‌نوشیدیم و از این پله‌های کوچک بالا می‌رفتیم تا تلویزیون روسیه را تماشا کنیم. در آن وقت شب ما فقط برنامه‌های روسی کودکان را دریافت می‌کردیم، برنامه‌هایی مثل «خیابان کنجد». من تحت تأثیر توجه آن‌ها به برنامه‌های کودکان‌شان قرار گرفتم.— پایان گفتاورد